# Tifo
Tifo（義大利語：[ˈtiːfo]）是指足球等体育文化中，球迷在球场看台的一种视觉艺术展示，它可以为大幅横幅、涂绘帆布、旗帜、彩纸、烟雾弹或灯光等组成形式，有的会非常巨大，以至于占据整侧看台。Tifo用以增添比赛氛围，表达对其俱乐部或特定球员的敬意，有时也包含政治或社会信息。

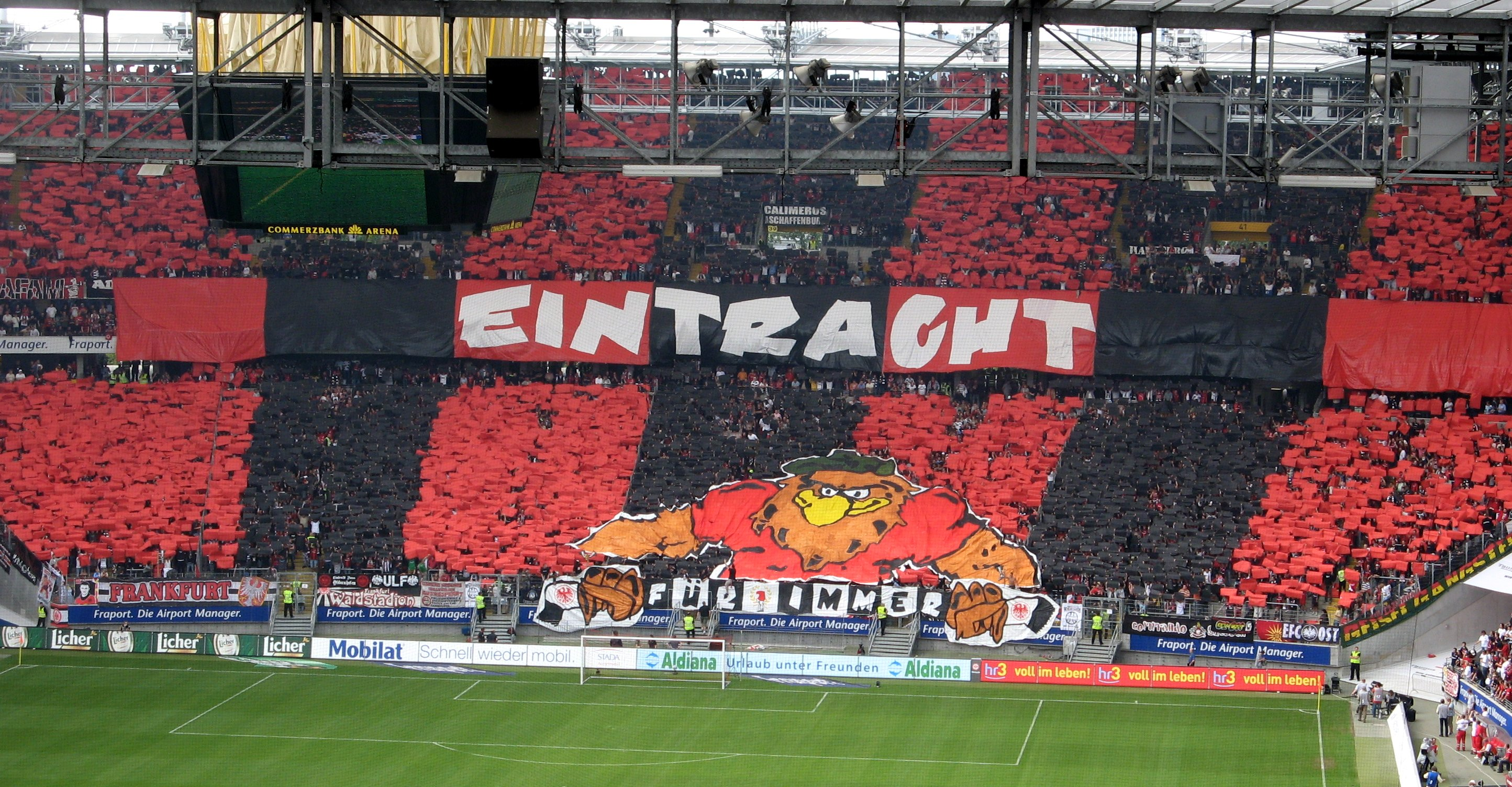
法兰克福球迷展示的Tifo

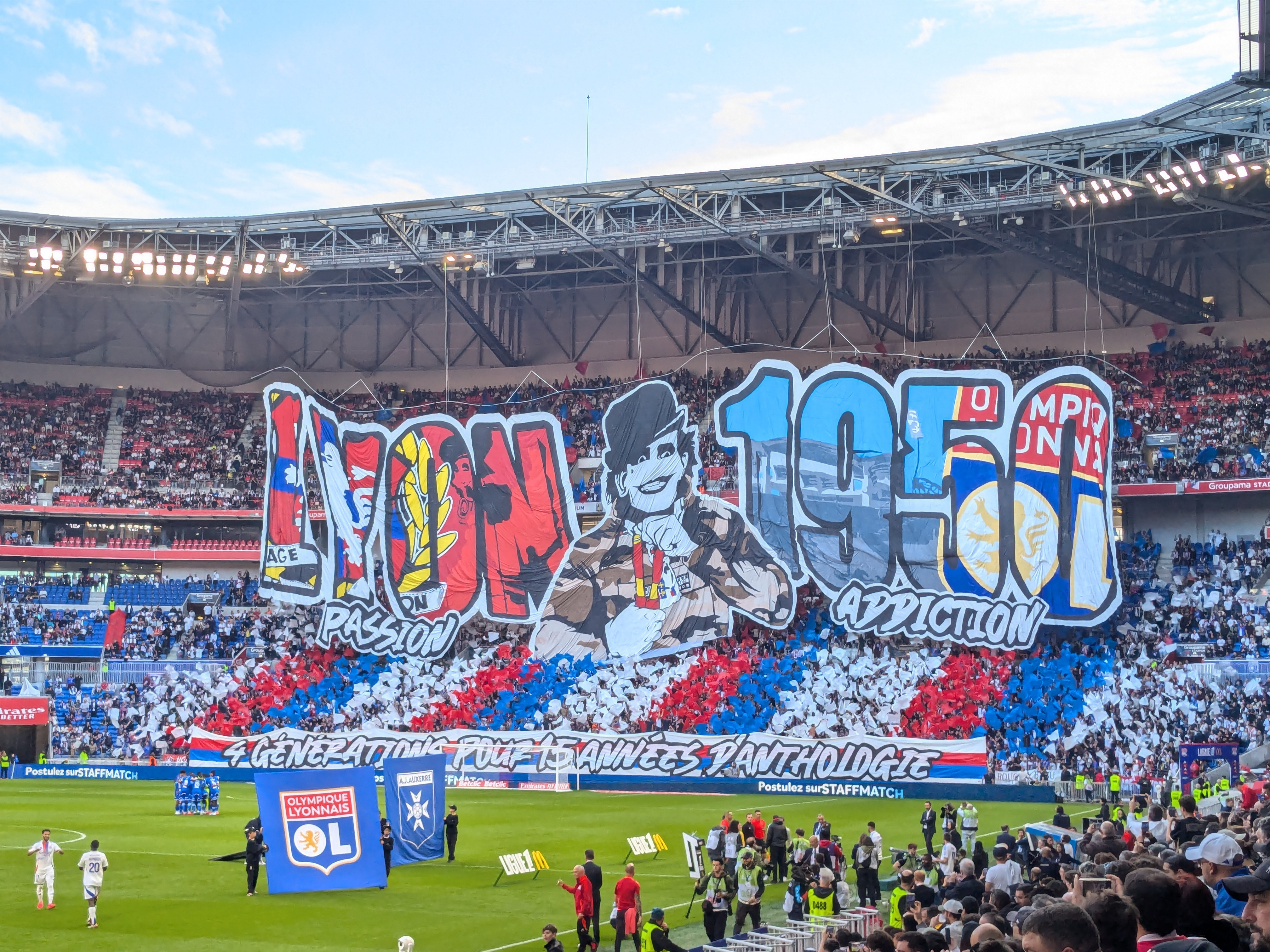
里昂球迷展示的Tifo

## 历史
“Tifo”一词源自意大利语，原意为“伤寒”，后来被意大利体育媒体用来形容体育迷的狂热情绪。1980年代，随着欧洲足球“狂热球迷”（Ultras）文化的兴起，Tifo逐渐成为重要赛事中看台文化的一部分。
1982年，桑普多利亚重返意甲后，在对阵热那亚的首场灯塔德比中，球迷在南看台（Gradinata Sud）展示了覆盖整个看台的巨大旗帜，这是早期Tifo的开创之一。

## 制作
Tifo通常由狂热球迷组织自己组织制作，以保持对俱乐部的相对独立性。其制作过程被严格保密，以防止对手球迷提前得知Tifo的主题而做出针对性回应。
大型Tifo的制作可能耗时数周或数月，并需要大量材料，如旗帜、涂料、胶带与喷漆。例如，2017年沙尔克04球迷为纪念欧联杯夺冠20周年制作的Tifo总费用近达12万欧元。